# Austrosynapha distincta
Austrosynapha distincta är en tvåvingeart som beskrevs av Duret 1980. Austrosynapha distincta ingår i släktet Austrosynapha och familjen svampmyggor. Inga underarter finns listade i Catalogue of Life.